# Relativ kompakte Teilmenge
Eine relativ kompakte Teilmenge (oder präkompakte Teilmenge) ist ein Begriff aus dem mathematischen Teilgebiet der Topologie. Es handelt sich um eine Abschwächung des topologischen Begriffs des kompakten Raums.

## Definition
Eine Teilmenge {\displaystyle A} eines topologischen Raumes {\displaystyle X} heißt relativ kompakt, wenn ihr topologischer Abschluss {\displaystyle {\overline {A}}} in {\displaystyle X} kompakt ist. {\displaystyle A} selbst muss dabei nicht kompakt sein. Ist jedoch {\displaystyle A} bereits eine abgeschlossene Teilmenge von {\displaystyle X}, ist also {\displaystyle A={\overline {A}}}, so ist {\displaystyle A} eine kompakte Teilmenge von {\displaystyle X}.
Manche Autoren beschreiben ein relativ kompaktes {\displaystyle A\subset X} mittels {\displaystyle A\subset \subset X}.

## Andere Charakterisierungen
- Es sei {\displaystyle U\subseteq \mathbb {R} ^{n}} eine (in Anwendungen häufig: offene) Teilmenge. Eine Teilmenge {\displaystyle A\subseteq U} ist genau dann relativ kompakt in {\displaystyle U}, wenn {\displaystyle A} beschränkt ist und der Abschluss von {\displaystyle A} in {\displaystyle \mathbb {R} ^{n}} den Rand von {\displaystyle U} nicht trifft.
- Es seien allgemeiner {\displaystyle U} eine Teilmenge eines Hausdorffraumes {\displaystyle X} und {\displaystyle A} eine Teilmenge von {\displaystyle U}; weiter sei {\displaystyle {\bar {A}}} der Abschluss von {\displaystyle A} in {\displaystyle X}. Dann ist {\displaystyle A} genau dann relativ kompakt in {\displaystyle U}, wenn {\displaystyle {\bar {A}}} kompakt und in {\displaystyle U} enthalten ist.
- Eine Teilmenge {\displaystyle A} eines metrischen Raumes {\displaystyle X} ist genau dann relativ kompakt, falls jede Folge in {\displaystyle A} eine in {\displaystyle X} konvergente Teilfolge hat.

## Ein Beispiel
Als Beispiel soll eine Menge reeller Zahlen dienen (mit der üblichen euklidischen Topologie). Eine solche Menge reeller Zahlen ist kompakt, wenn jede unendliche Folge von Zahlen aus dieser Menge eine unendliche Teilfolge  enthält, die einer weiteren Zahl „beliebig nahe kommt“, wobei diese weitere Zahl auch zu dieser Menge gehören muss.
Die Menge {\displaystyle A=(0,2)} aller reellen Zahlen zwischen {\displaystyle 0} und {\displaystyle 2} (aber ohne die Randpunkte {\displaystyle 0} und {\displaystyle 2}) ist nicht kompakt, denn die unendliche Folge {\displaystyle 1/1}, {\displaystyle 1/2}, {\displaystyle 1/3}, {\displaystyle 1/4}, ... kommt zwar dem Häufungspunkt {\displaystyle 0} beliebig nahe, aber die {\displaystyle 0} gehört nicht mehr zu {\displaystyle A} (dasselbe gilt auch für alle Teilfolgen).
Wie steht es aber mit der relativen Kompaktheit von {\displaystyle A} in {\displaystyle U}, wenn {\displaystyle U} die Menge aller reellen Zahlen ist?
Um {\displaystyle A} zu einer kompakten Menge zu vergrößern, müssen die Häufungspunkte {\displaystyle 0} und {\displaystyle 2} (dem die Folge {\displaystyle 1/1}, {\displaystyle 3/2}, {\displaystyle 5/3}, {\displaystyle 7/4}, ... beliebig nahe kommt) hinzugenommen werden. Auf diese Weise erhält man den Abschluss von {\displaystyle A}, das ist die Menge {\displaystyle [0,2]} aller reellen Zahlen von {\displaystyle 0} bis {\displaystyle 2} (einschließlich dieser beiden Randpunkte). In der Tat ist dieser Abschluss kompakt, also ist {\displaystyle A} relativ kompakt in {\displaystyle U}.
Während es zu {\displaystyle X} ({\displaystyle X={\mathbb {R} }}) keine Randpunkte gibt, existiert zur Menge {\displaystyle X_{+}} aller positiven reellen Zahlen der Randpunkt {\displaystyle 0} (der aber nicht zu {\displaystyle X_{+}} gehört). Weil der Abschluss {\displaystyle [0,2]} diesen Randpunkt trifft, ist der Abschluss von {\displaystyle A} in {\displaystyle X_{+}} gleich der Menge {\displaystyle (0,2]} aller reellen Zahlen zwischen {\displaystyle 0} (ausschließlich) und {\displaystyle 2} (einschließlich). Diese Menge ist aber nicht kompakt (weil ihr wieder der Häufungspunkt {\displaystyle 0} fehlt), {\displaystyle A} ist also nicht relativ kompakt in {\displaystyle X_{+}}.

## Anwendungen
Der Begriff der relativen Kompaktheit wird u. a. verwendet
- in der Definition des Begriffes kompakter Operator
- im Satz von Arzelà-Ascoli
- im Fixpunktsatz von Schauder.